# تاریخچه آمبولانس

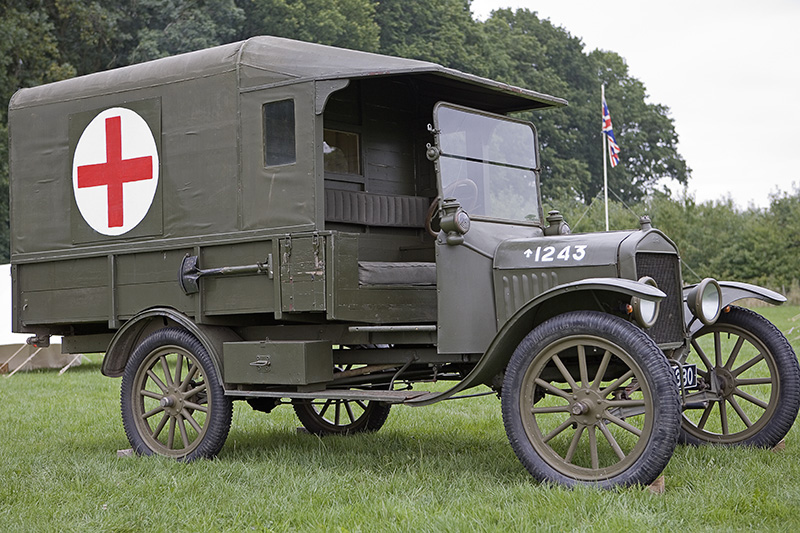
امبولانس فورد مدل تی مربوط به سال ۱۹۱۶

انتقال بیمار به جایی امن یا محلی برای درمان از آغاز یک دشواری برای انسان بوده‌است. در اساطیر رومی برای انتقال بیمار و شخص آسیب دیده در نبردها از گردونه‌های جنگی استفاده می‌کردند. در یونان کهن پرستشگاه‌ها جایی برای رسیدگی به بیمارن بودند. نخستین مراکز درمانی غیروابسته در کشور سری لانکا و در حدود ۴۳۰ پیش از میلاد بوده‌است.
در نخستین سده پیش از میلاد، رومی‌ها برای رسیدگی به گلادیاتورهای زخم خورده نوعی بیمارستان یا مرکز درمانی را به نام (به ایتالیایی: Valetudinaria) ایجاد کردند. قبایل سرخپوست از نوعی سورتمه، مصریان از کجاوه‌های سوار بر شتر  و سایر کشورها از روش‌های دیگر برای انتقال بیمار استفاده کردند.
در سده ۱۵ میلادی، پادشاه اسپانیا فردیناند نوعی بیمارستان سیار با نام (به اسپانیایی: ambulancia) طراحی کردند که در جنگ‌ها به کمک زخمی‌ها می‌رفتند.

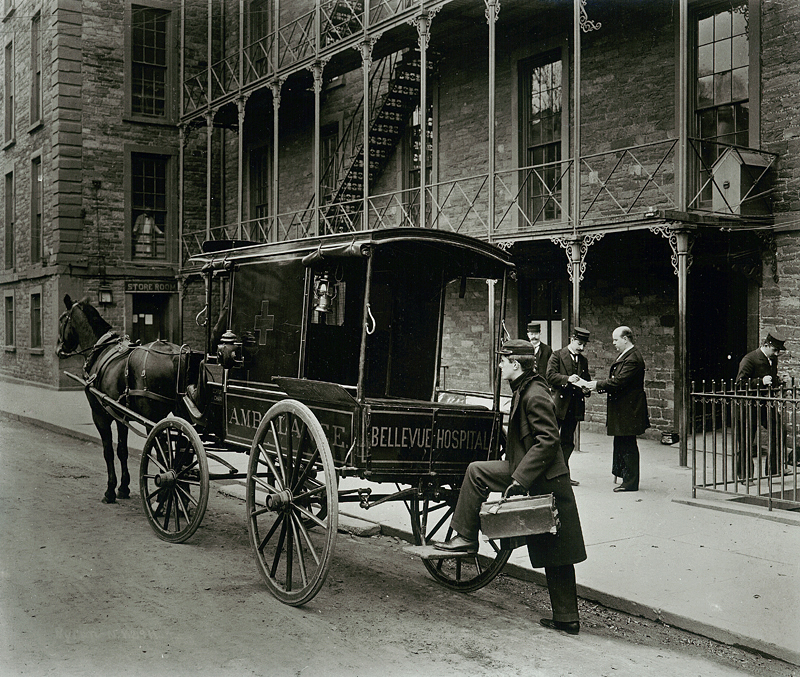
آمبولانس درشکه‌ای مربوط به سال ۱۸۹۵ در نیویورک

پزشک ارشد سپاه ناپلئون در سال ۱۷۹۳ میلادی، دکتر دومینیک ژان لاری (به فرانسوی: Dominique-jean Larrey) در خلال جنگ پروس و فرانسه نوعی بیمارستان سیار به نام (به فرانسوی: ambulance volante)  را ساخت که با هدف انجام اقدامات اولیه و حمل و نقل مجروحان به پشت خط مقدم جبهه به کار می‌رفت.
همزمان با دکتر دومینیک ژان لاری، بارون پرسی (به انگلیسی: Baron F.P. Percy) مدلی درشکه با قابلیت حمل تعداد بیشتری مصدوم از خط مقدم به مراکز امن‌تر طراحی کرد و نام آن را اتاق اورژانسی سیار (به انگلیسی: mobile emergency room) نهاد.
جاناتان لترمن (به انگلیسی: Jonathan letterman) نیز در طول جنگ‌های داخلی ایالات متحده نوعی درشکه را برای کمک به مجروحان جنگی ابداع کرد.
بالاخره در سال ۱۸۶۵ اولین سیستم خدمات پیش بیمارستانی برپایه بیمارستان  در سین سیناتی آمریکا طراحی شد.
در سال ۱۸۶۹  آمبولانس‌هایی در نیویورک به‌کار گرفته شدند که دارای برخی وسایل امدادی از جمله آتل و داروهایی مثل مرفین بودند.
اولین آمبولانس‌های شبیه خودرو در سال ۱۸۹۹ در شیکاگو طراحی شدند.